# 1656
Portal Geschichte | Portal Biografien | Aktuelle Ereignisse | Jahreskalender | Tagesartikel

◄ |
16. Jahrhundert |
17. Jahrhundert
| 18. Jahrhundert | ►

◄ |
1620er |
1630er |
1640er |
1650er
| 1660er | 1670er | 1680er | ►

◄◄ |
◄ |
1652 |
1653 |
1654 |
1655 |
1656
| 1657 | 1658 | 1659 | 1660 | ► | ►►
Staatsoberhäupter  · Nekrolog  · Literaturjahr · Musikjahr
| Januar | Januar | Januar | Januar | Januar | Januar | Januar | Januar |
| Kw     | Mo     | Di     | Mi     | Do     | Fr     | Sa     | So     |
| ------ | ------ | ------ | ------ | ------ | ------ | ------ | ------ |
| 52     |        |        |        |        |        | 1      | 2      |
| 1      | 3      | 4      | 5      | 6      | 7      | 8      | 9      |
| 2      | 10     | 11     | 12     | 13     | 14     | 15     | 16     |
| 3      | 17     | 18     | 19     | 20     | 21     | 22     | 23     |
| 4      | 24     | 25     | 26     | 27     | 28     | 29     | 30     |
| 5      | 31     |        |        |        |        |        |        |

| Februar | Februar | Februar | Februar | Februar | Februar | Februar | Februar |
| Kw      | Mo      | Di      | Mi      | Do      | Fr      | Sa      | So      |
| ------- | ------- | ------- | ------- | ------- | ------- | ------- | ------- |
| 5       |         | 1       | 2       | 3       | 4       | 5       | 6       |
| 6       | 7       | 8       | 9       | 10      | 11      | 12      | 13      |
| 7       | 14      | 15      | 16      | 17      | 18      | 19      | 20      |
| 8       | 21      | 22      | 23      | 24      | 25      | 26      | 27      |
| 9       | 28      | 29      |         |         |         |         |         |

| März | März | März | März | März | März | März | März |
| Kw   | Mo   | Di   | Mi   | Do   | Fr   | Sa   | So   |
| ---- | ---- | ---- | ---- | ---- | ---- | ---- | ---- |
| 9    |      |      | 1    | 2    | 3    | 4    | 5    |
| 10   | 6    | 7    | 8    | 9    | 10   | 11   | 12   |
| 11   | 13   | 14   | 15   | 16   | 17   | 18   | 19   |
| 12   | 20   | 21   | 22   | 23   | 24   | 25   | 26   |
| 13   | 27   | 28   | 29   | 30   | 31   |      |      |

| April | April | April | April | April | April | April | April |
| Kw    | Mo    | Di    | Mi    | Do    | Fr    | Sa    | So    |
| ----- | ----- | ----- | ----- | ----- | ----- | ----- | ----- |
| 13    |       |       |       |       |       | 1     | 2     |
| 14    | 3     | 4     | 5     | 6     | 7     | 8     | 9     |
| 15    | 10    | 11    | 12    | 13    | 14    | 15    | 16    |
| 16    | 17    | 18    | 19    | 20    | 21    | 22    | 23    |
| 17    | 24    | 25    | 26    | 27    | 28    | 29    | 30    |

| Mai | Mai | Mai | Mai | Mai | Mai | Mai | Mai |
| Kw  | Mo  | Di  | Mi  | Do  | Fr  | Sa  | So  |
| --- | --- | --- | --- | --- | --- | --- | --- |
| 18  | 1   | 2   | 3   | 4   | 5   | 6   | 7   |
| 19  | 8   | 9   | 10  | 11  | 12  | 13  | 14  |
| 20  | 15  | 16  | 17  | 18  | 19  | 20  | 21  |
| 21  | 22  | 23  | 24  | 25  | 26  | 27  | 28  |
| 22  | 29  | 30  | 31  |     |     |     |     |

| Juni | Juni | Juni | Juni | Juni | Juni | Juni | Juni |
| Kw   | Mo   | Di   | Mi   | Do   | Fr   | Sa   | So   |
| ---- | ---- | ---- | ---- | ---- | ---- | ---- | ---- |
| 22   |      |      |      | 1    | 2    | 3    | 4    |
| 23   | 5    | 6    | 7    | 8    | 9    | 10   | 11   |
| 24   | 12   | 13   | 14   | 15   | 16   | 17   | 18   |
| 25   | 19   | 20   | 21   | 22   | 23   | 24   | 25   |
| 26   | 26   | 27   | 28   | 29   | 30   |      |      |

| Juli | Juli | Juli | Juli | Juli | Juli | Juli | Juli |
| Kw   | Mo   | Di   | Mi   | Do   | Fr   | Sa   | So   |
| ---- | ---- | ---- | ---- | ---- | ---- | ---- | ---- |
| 26   |      |      |      |      |      | 1    | 2    |
| 27   | 3    | 4    | 5    | 6    | 7    | 8    | 9    |
| 28   | 10   | 11   | 12   | 13   | 14   | 15   | 16   |
| 29   | 17   | 18   | 19   | 20   | 21   | 22   | 23   |
| 30   | 24   | 25   | 26   | 27   | 28   | 29   | 30   |
| 31   | 31   |      |      |      |      |      |      |

| August | August | August | August | August | August | August | August |
| Kw     | Mo     | Di     | Mi     | Do     | Fr     | Sa     | So     |
| ------ | ------ | ------ | ------ | ------ | ------ | ------ | ------ |
| 31     |        | 1      | 2      | 3      | 4      | 5      | 6      |
| 32     | 7      | 8      | 9      | 10     | 11     | 12     | 13     |
| 33     | 14     | 15     | 16     | 17     | 18     | 19     | 20     |
| 34     | 21     | 22     | 23     | 24     | 25     | 26     | 27     |
| 35     | 28     | 29     | 30     | 31     |        |        |        |

| September | September | September | September | September | September | September | September |
| Kw        | Mo        | Di        | Mi        | Do        | Fr        | Sa        | So        |
| --------- | --------- | --------- | --------- | --------- | --------- | --------- | --------- |
| 35        |           |           |           |           | 1         | 2         | 3         |
| 36        | 4         | 5         | 6         | 7         | 8         | 9         | 10        |
| 37        | 11        | 12        | 13        | 14        | 15        | 16        | 17        |
| 38        | 18        | 19        | 20        | 21        | 22        | 23        | 24        |
| 39        | 25        | 26        | 27        | 28        | 29        | 30        |           |

| Oktober | Oktober | Oktober | Oktober | Oktober | Oktober | Oktober | Oktober |
| Kw      | Mo      | Di      | Mi      | Do      | Fr      | Sa      | So      |
| ------- | ------- | ------- | ------- | ------- | ------- | ------- | ------- |
| 39      |         |         |         |         |         |         | 1       |
| 40      | 2       | 3       | 4       | 5       | 6       | 7       | 8       |
| 41      | 9       | 10      | 11      | 12      | 13      | 14      | 15      |
| 42      | 16      | 17      | 18      | 19      | 20      | 21      | 22      |
| 43      | 23      | 24      | 25      | 26      | 27      | 28      | 29      |
| 44      | 30      | 31      |         |         |         |         |         |

| November | November | November | November | November | November | November | November |
| Kw       | Mo       | Di       | Mi       | Do       | Fr       | Sa       | So       |
| -------- | -------- | -------- | -------- | -------- | -------- | -------- | -------- |
| 44       |          |          | 1        | 2        | 3        | 4        | 5        |
| 45       | 6        | 7        | 8        | 9        | 10       | 11       | 12       |
| 46       | 13       | 14       | 15       | 16       | 17       | 18       | 19       |
| 47       | 20       | 21       | 22       | 23       | 24       | 25       | 26       |
| 48       | 27       | 28       | 29       | 30       |          |          |          |

| Dezember | Dezember | Dezember | Dezember | Dezember | Dezember | Dezember | Dezember |
| Kw       | Mo       | Di       | Mi       | Do       | Fr       | Sa       | So       |
| -------- | -------- | -------- | -------- | -------- | -------- | -------- | -------- |
| 48       |          |          |          |          | 1        | 2        | 3        |
| 49       | 4        | 5        | 6        | 7        | 8        | 9        | 10       |
| 50       | 11       | 12       | 13       | 14       | 15       | 16       | 17       |
| 51       | 18       | 19       | 20       | 21       | 22       | 23       | 24       |
| 52       | 25       | 26       | 27       | 28       | 29       | 30       | 31       |

| Januar | Januar | Januar | Januar | Januar | Januar | Januar | Januar |
| Kw     | Mo     | Di     | Mi     | Do     | Fr     | Sa     | So     |
| ------ | ------ | ------ | ------ | ------ | ------ | ------ | ------ |
| 52     |        |        |        |        |        | 1      | 2      |
| 1      | 3      | 4      | 5      | 6      | 7      | 8      | 9      |
| 2      | 10     | 11     | 12     | 13     | 14     | 15     | 16     |
| 3      | 17     | 18     | 19     | 20     | 21     | 22     | 23     |
| 4      | 24     | 25     | 26     | 27     | 28     | 29     | 30     |
| 5      | 31     |        |        |        |        |        |        |

| Februar | Februar | Februar | Februar | Februar | Februar | Februar | Februar |
| Kw      | Mo      | Di      | Mi      | Do      | Fr      | Sa      | So      |
| ------- | ------- | ------- | ------- | ------- | ------- | ------- | ------- |
| 5       |         | 1       | 2       | 3       | 4       | 5       | 6       |
| 6       | 7       | 8       | 9       | 10      | 11      | 12      | 13      |
| 7       | 14      | 15      | 16      | 17      | 18      | 19      | 20      |
| 8       | 21      | 22      | 23      | 24      | 25      | 26      | 27      |
| 9       | 28      | 29      |         |         |         |         |         |

| März | März | März | März | März | März | März | März |
| Kw   | Mo   | Di   | Mi   | Do   | Fr   | Sa   | So   |
| ---- | ---- | ---- | ---- | ---- | ---- | ---- | ---- |
| 9    |      |      | 1    | 2    | 3    | 4    | 5    |
| 10   | 6    | 7    | 8    | 9    | 10   | 11   | 12   |
| 11   | 13   | 14   | 15   | 16   | 17   | 18   | 19   |
| 12   | 20   | 21   | 22   | 23   | 24   | 25   | 26   |
| 13   | 27   | 28   | 29   | 30   | 31   |      |      |

| April | April | April | April | April | April | April | April |
| Kw    | Mo    | Di    | Mi    | Do    | Fr    | Sa    | So    |
| ----- | ----- | ----- | ----- | ----- | ----- | ----- | ----- |
| 13    |       |       |       |       |       | 1     | 2     |
| 14    | 3     | 4     | 5     | 6     | 7     | 8     | 9     |
| 15    | 10    | 11    | 12    | 13    | 14    | 15    | 16    |
| 16    | 17    | 18    | 19    | 20    | 21    | 22    | 23    |
| 17    | 24    | 25    | 26    | 27    | 28    | 29    | 30    |

| Mai | Mai | Mai | Mai | Mai | Mai | Mai | Mai |
| Kw  | Mo  | Di  | Mi  | Do  | Fr  | Sa  | So  |
| --- | --- | --- | --- | --- | --- | --- | --- |
| 18  | 1   | 2   | 3   | 4   | 5   | 6   | 7   |
| 19  | 8   | 9   | 10  | 11  | 12  | 13  | 14  |
| 20  | 15  | 16  | 17  | 18  | 19  | 20  | 21  |
| 21  | 22  | 23  | 24  | 25  | 26  | 27  | 28  |
| 22  | 29  | 30  | 31  |     |     |     |     |

| Juni | Juni | Juni | Juni | Juni | Juni | Juni | Juni |
| Kw   | Mo   | Di   | Mi   | Do   | Fr   | Sa   | So   |
| ---- | ---- | ---- | ---- | ---- | ---- | ---- | ---- |
| 22   |      |      |      | 1    | 2    | 3    | 4    |
| 23   | 5    | 6    | 7    | 8    | 9    | 10   | 11   |
| 24   | 12   | 13   | 14   | 15   | 16   | 17   | 18   |
| 25   | 19   | 20   | 21   | 22   | 23   | 24   | 25   |
| 26   | 26   | 27   | 28   | 29   | 30   |      |      |

| Juli | Juli | Juli | Juli | Juli | Juli | Juli | Juli |
| Kw   | Mo   | Di   | Mi   | Do   | Fr   | Sa   | So   |
| ---- | ---- | ---- | ---- | ---- | ---- | ---- | ---- |
| 26   |      |      |      |      |      | 1    | 2    |
| 27   | 3    | 4    | 5    | 6    | 7    | 8    | 9    |
| 28   | 10   | 11   | 12   | 13   | 14   | 15   | 16   |
| 29   | 17   | 18   | 19   | 20   | 21   | 22   | 23   |
| 30   | 24   | 25   | 26   | 27   | 28   | 29   | 30   |
| 31   | 31   |      |      |      |      |      |      |

| August | August | August | August | August | August | August | August |
| Kw     | Mo     | Di     | Mi     | Do     | Fr     | Sa     | So     |
| ------ | ------ | ------ | ------ | ------ | ------ | ------ | ------ |
| 31     |        | 1      | 2      | 3      | 4      | 5      | 6      |
| 32     | 7      | 8      | 9      | 10     | 11     | 12     | 13     |
| 33     | 14     | 15     | 16     | 17     | 18     | 19     | 20     |
| 34     | 21     | 22     | 23     | 24     | 25     | 26     | 27     |
| 35     | 28     | 29     | 30     | 31     |        |        |        |

| September | September | September | September | September | September | September | September |
| Kw        | Mo        | Di        | Mi        | Do        | Fr        | Sa        | So        |
| --------- | --------- | --------- | --------- | --------- | --------- | --------- | --------- |
| 35        |           |           |           |           | 1         | 2         | 3         |
| 36        | 4         | 5         | 6         | 7         | 8         | 9         | 10        |
| 37        | 11        | 12        | 13        | 14        | 15        | 16        | 17        |
| 38        | 18        | 19        | 20        | 21        | 22        | 23        | 24        |
| 39        | 25        | 26        | 27        | 28        | 29        | 30        |           |

| Oktober | Oktober | Oktober | Oktober | Oktober | Oktober | Oktober | Oktober |
| Kw      | Mo      | Di      | Mi      | Do      | Fr      | Sa      | So      |
| ------- | ------- | ------- | ------- | ------- | ------- | ------- | ------- |
| 39      |         |         |         |         |         |         | 1       |
| 40      | 2       | 3       | 4       | 5       | 6       | 7       | 8       |
| 41      | 9       | 10      | 11      | 12      | 13      | 14      | 15      |
| 42      | 16      | 17      | 18      | 19      | 20      | 21      | 22      |
| 43      | 23      | 24      | 25      | 26      | 27      | 28      | 29      |
| 44      | 30      | 31      |         |         |         |         |         |

| November | November | November | November | November | November | November | November |
| Kw       | Mo       | Di       | Mi       | Do       | Fr       | Sa       | So       |
| -------- | -------- | -------- | -------- | -------- | -------- | -------- | -------- |
| 44       |          |          | 1        | 2        | 3        | 4        | 5        |
| 45       | 6        | 7        | 8        | 9        | 10       | 11       | 12       |
| 46       | 13       | 14       | 15       | 16       | 17       | 18       | 19       |
| 47       | 20       | 21       | 22       | 23       | 24       | 25       | 26       |
| 48       | 27       | 28       | 29       | 30       |          |          |          |

| Dezember | Dezember | Dezember | Dezember | Dezember | Dezember | Dezember | Dezember |
| Kw       | Mo       | Di       | Mi       | Do       | Fr       | Sa       | So       |
| -------- | -------- | -------- | -------- | -------- | -------- | -------- | -------- |
| 48       |          |          |          |          | 1        | 2        | 3        |
| 49       | 4        | 5        | 6        | 7        | 8        | 9        | 10       |
| 50       | 11       | 12       | 13       | 14       | 15       | 16       | 17       |
| 51       | 18       | 19       | 20       | 21       | 22       | 23       | 24       |
| 52       | 25       | 26       | 27       | 28       | 29       | 30       | 31       |

## Ereignisse

### Politik und Weltgeschehen

#### Nord- und Osteuropa
- 17. Januar: Schweden erzwingt durch bis an Königsberg herangerückte Truppen von Brandenburg den Königsberger Vertrag. Kurfürst Friedrich Wilhelm nimmt darin das Herzogtum Preußen als schwedisches statt bisher polnisches Lehen an.
- 17. Mai: Russland erklärt Schweden den Krieg.
- 23. Juni: Im Vertrag von Marienburg sichert sich Schwedens König Karl X. Gustav Brandenburg-Preußen als Bündnispartner im Zweiten Nordischen Krieg.

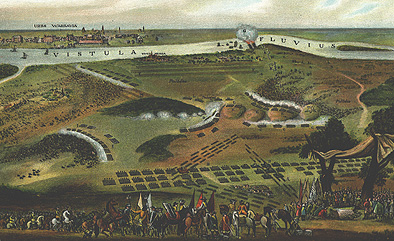
Schlacht bei Warschau, Gemälde von Johann Philipp Lemke

- 30. Juli: Schweden unter König Karl X. Gustav von Schweden und Brandenburger setzen sich gegen eine stärkere Armee aus Polen und Tataren in der Schlacht bei Warschau durch.
- 21. August: Beginn der Belagerung von Riga durch das Heer von Zar Alexei I. im Russisch-Schwedischen Krieg.
- 3. November: Der Vertrag von Niemież gewährt Polen-Litauen und dem Zarentum Russland eine zweijährige Verschnaufpause im Russisch-Polnischen Krieg. Der Waffenstillstand ist durch das Eingreifen Schwedens in Polen ausgelöst.
- 20. November: Im Vertrag von Labiau hebt Schwedens König Karl X. Gustav seine Lehnshoheit über das Herzogtum Preußen und das Ermland auf. Der Große Kurfürst Friedrich Wilhelm wird von ihm als souveräner Fürst von Preußen anerkannt.

#### Erster Villmergerkrieg (Alte Eidgenossenschaft)
- 5. Januar: Nachdem Ende des Vorjahres mit der Hinrichtung von vier im Schwyzer Ort Arth lebenden Reformierten und der Flucht zahlreicher weiterer Reformierter nach Zürich die seit mehreren Jahren schwelenden Konflikte zwischen katholischen und reformierten Orten der Eidgenossenschaft eskaliert sind, ziehen Zürcher Kontingente nach Rheinau, um das Städtchen mitsamt dem Kloster Rheinau zu plündern.
- 6. Januar: Mit der Kriegserklärung durch Zürich an Schwyz beginnt der Erste Villmergerkrieg offiziell. Die katholischen Orte der Innerschweiz sichern Schwyz ihre Unterstützung zu. Auf reformierter Seite leistete einzig Bern in vollem Umfang Hilfe, während Schaffhausen lediglich Truppen zu defensiven Zwecken zur Verfügung stellt. Die meisten anderen reformierten Orte bleiben neutral.

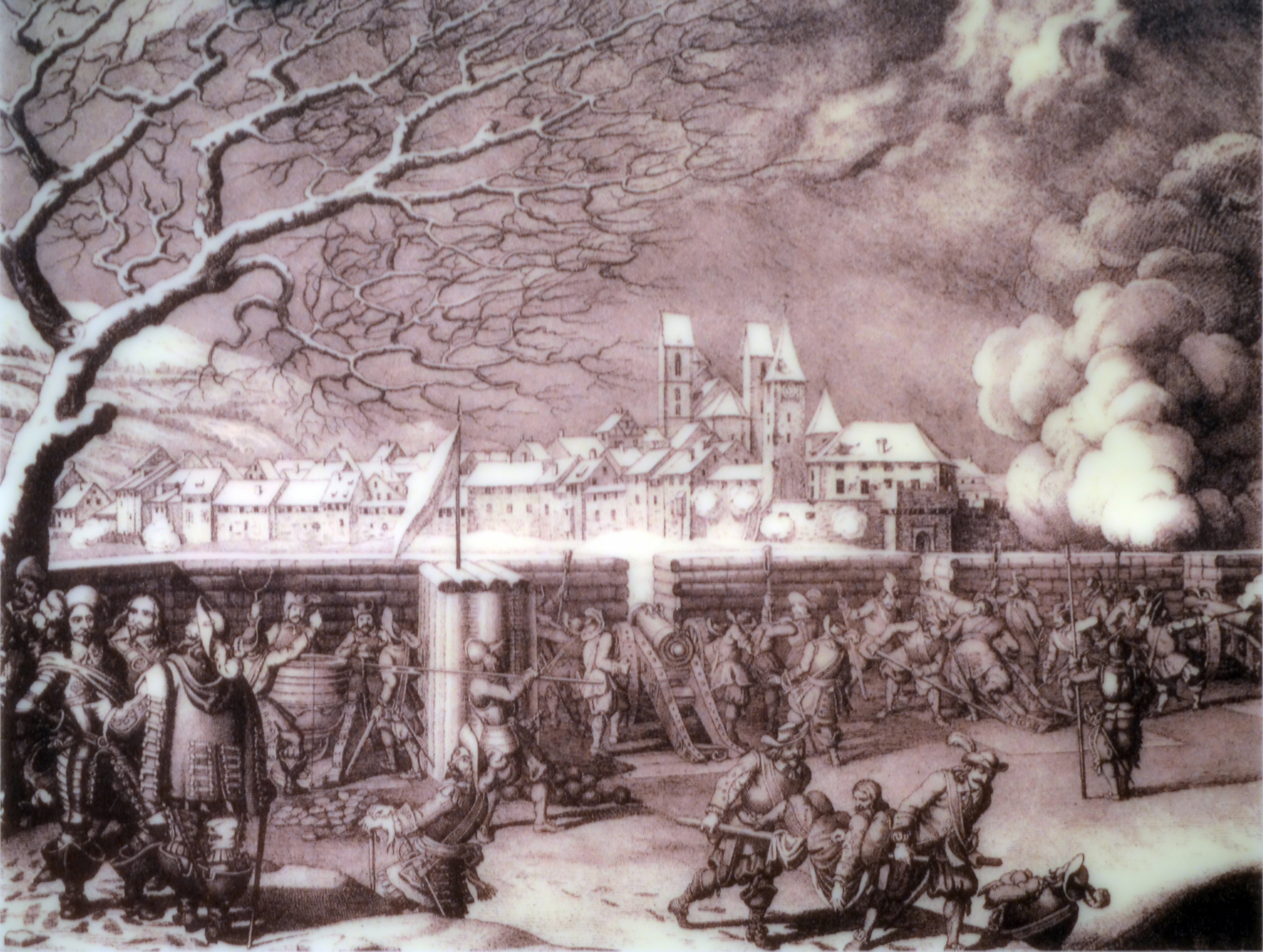
Die Stadt Rapperswil aus Sicht der Zürcher Truppen

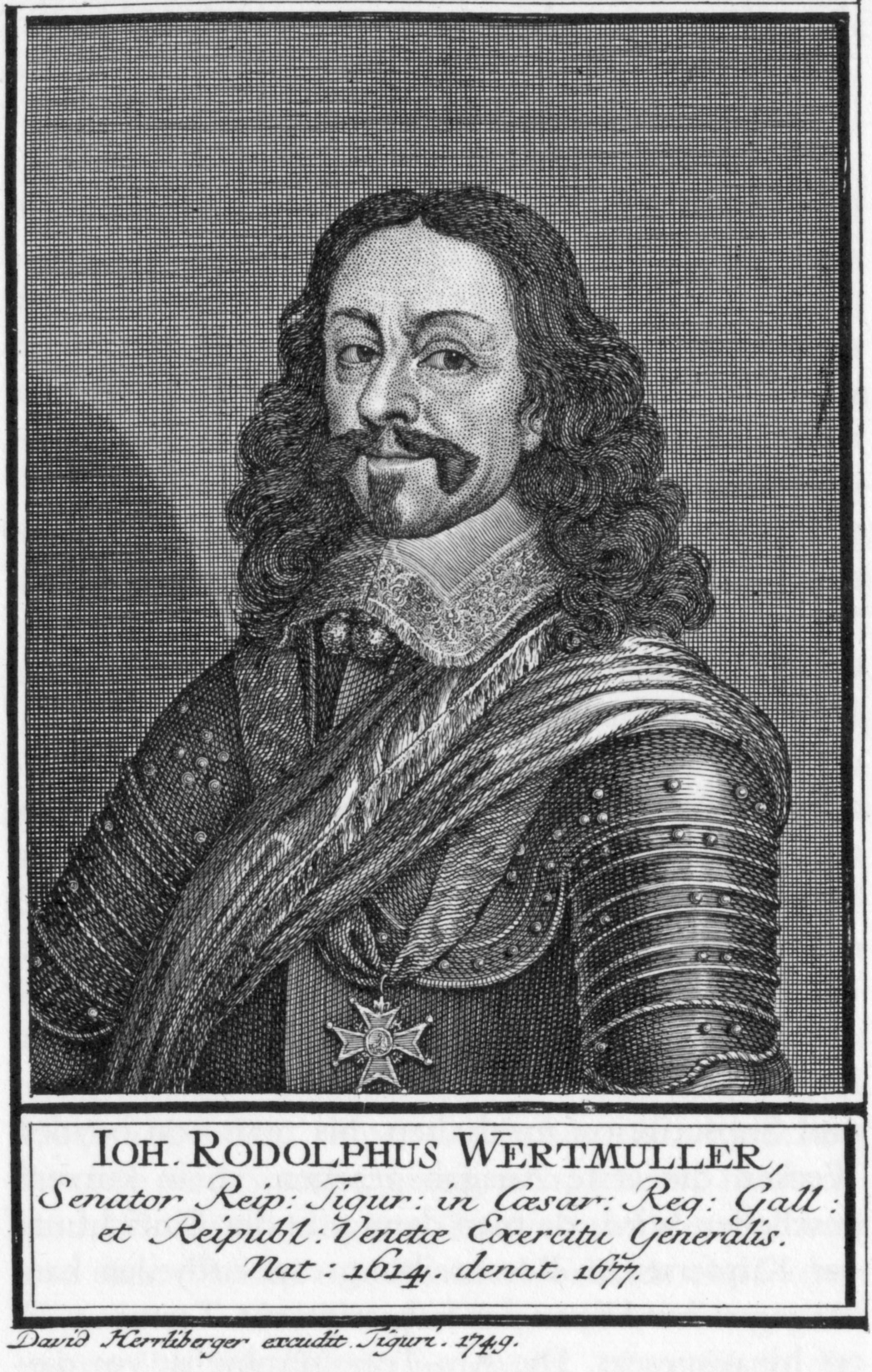
Hans Rudolf Werdmüller

- 7. Januar: General Hans Rudolf Werdmüller führt die Zürcher Hauptmacht nach Rapperswil, die Belagerung von Rapperswil beginnt. Kleine Einheiten nehmen Frauenfeld, Kaiserstuhl, Klingnau und Zurzach ein, andere verschanzen sich bei Oberwil und Kappel am Albis. Die Schaffhauser beziehen zwischen Wädenswil und Hütten Stellung.
- 8. Januar: Bern mobilisiert seine Truppen. Rund zwei Drittel der Soldaten werden allerdings benötigt, um die Grenzen zu den katholischen Nachbarn zu sichern. Die übrigen Soldaten ziehen unter dem Kommando von General Sigmund von Erlach in Richtung Aarau. Dort will man sich mit den Zürchern vereinigen, die aber ihre Kräfte in der ungünstig verlaufenden Belagerung von Rapperswil gebunden haben.

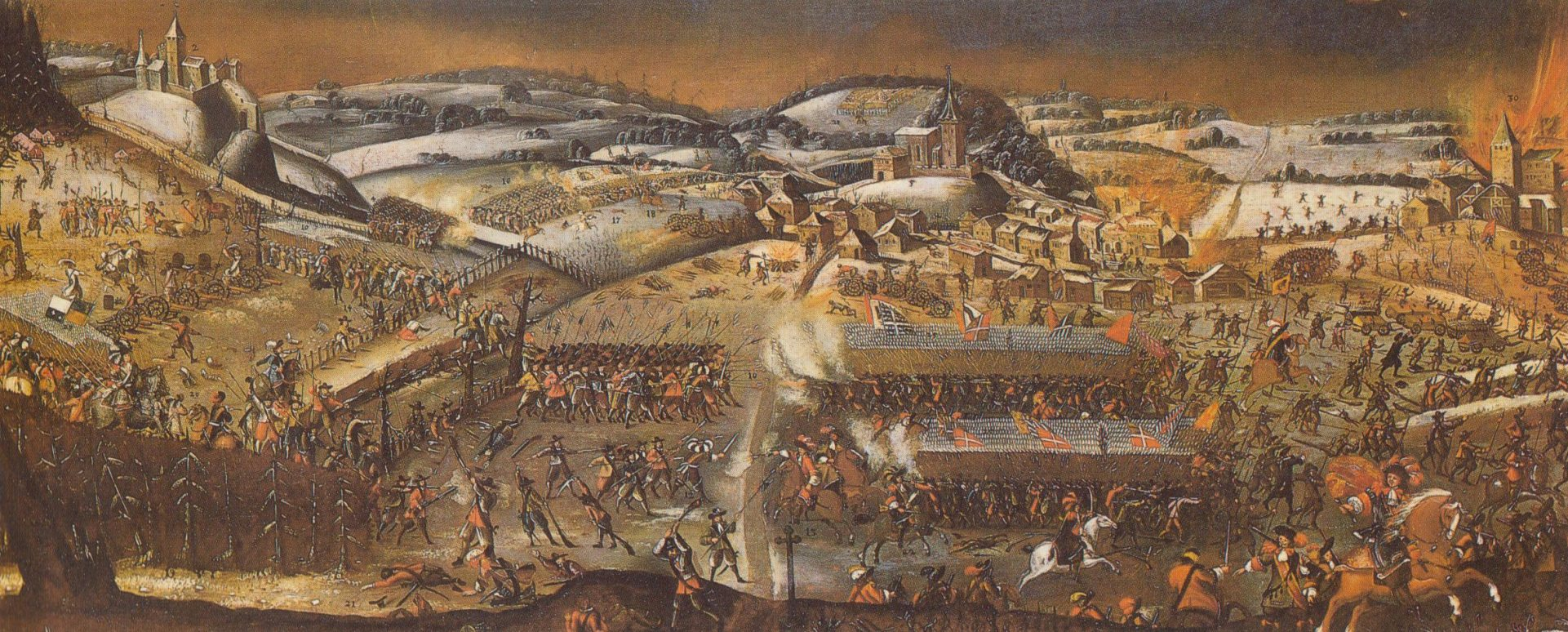
Erste Schlacht von Villmergen

- 24. Januar: In der religiös motivierten ersten Schlacht von Villmergen besiegt die Streitmacht der katholischen Orte, wo Luzern die oberste Kriegsleitung übernommen hat, die Truppen der reformierten Orte.
- 10. Februar: Das Heer der Zürcher unter Werdmüller muss die Belagerung von Rapperswil abbrechen.
- Der Dritte Landfrieden vom 7. März stellt die alten Zustände wieder her, wie sie durch den Zweiten Kappeler Landfrieden von 1531 geschaffen worden sind. Damit ist die politische Hegemonie der Katholiken in der Eidgenossenschaft weiterhin gesichert.

#### Weitere Ereignisse im Heiligen Römischen Reich
- 18. Januar: Julius Heinrich folgt seinem verstorbenen Halbbruder August als Herzog von Sachsen-Lauenburg.

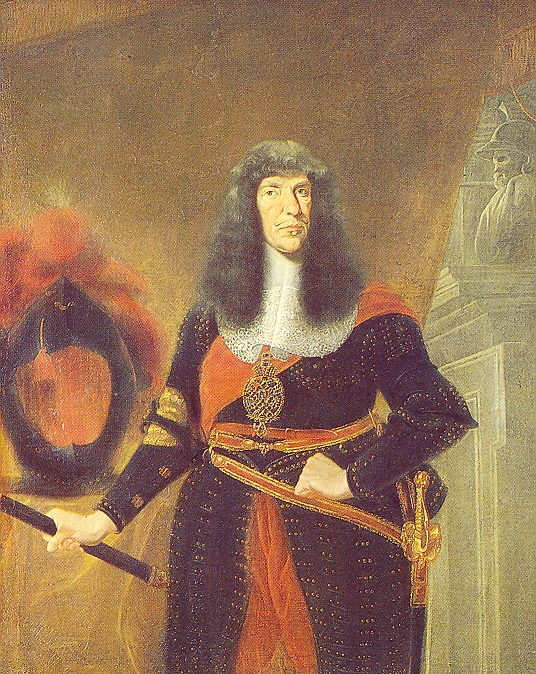
Johann Georg II.

- 8. Oktober: Nach dem Tod von Johann Georg I. wird sein Sohn Johann Georg II. Kurfürst von Sachsen und Erzmarschall des Heiligen Römischen Reichs.
- Leopold I. wird zum König von Böhmen gekrönt.

#### Republik Venedig / Osmanisches Reich
- 1. Mai: Nach rund einem Jahr im Amt stirbt Carlo Contarini. Zu seinem Nachfolger als Doge von Venedig wird am 17. Mai nach 26 Wahlgängen der 81-jährige Francesco Corner gewählt. Der Kompromisskandidat stirbt allerdings bereits am 5. Juni. Schon im ersten Wahlgang wird sein Nachfolger Bertuccio Valier gewählt.

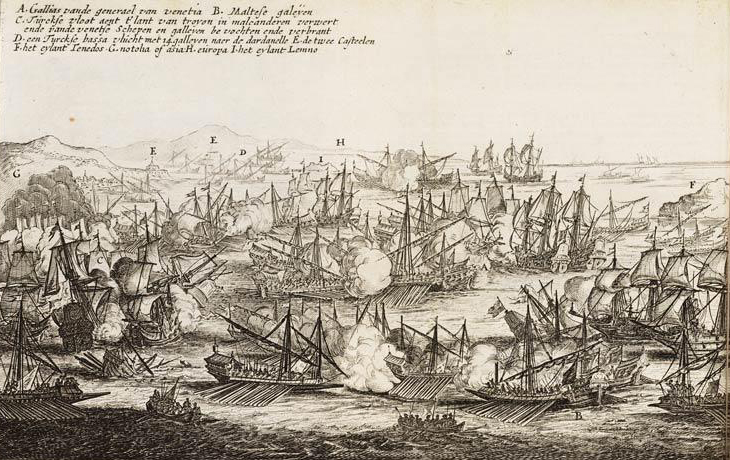
Die Dardanellenschlacht von 1656, Pieter Casteleyn 1657

- 26. Juni: Die Venezianer unter Admiral Lorenzo Marcello besiegen die Osmanen in der Dardanellenschlacht.

#### Weitere Ereignisse in Europa
- 13. Juni: Nachdem Oliver Cromwell den 1290 von Edward I. verhängten Judenbann aufgehoben hat, dürfen Juden sich wieder in England und den britischen Kolonien niederlassen.
- 6. November: In Portugal besteigt nach dem Tode Johann IV. dessen Sohn Alfons VI. als zweiter Herrscher aus dem Haus Braganza den Thron, regiert aber wegen Geistesschwäche praktisch nicht. Die Regentschaft für den 13-jährigen übernimmt vorläufig seine Mutter Luisa von Guzmán.
- Juan José de Austria wird Statthalter der spanischen Niederlande.

#### Afrika
Am 27. August wird in der Ortschaft Butre an der westafrikanischen Goldküste zwischen den Niederlanden und den Ahanta der Vertrag von Butre geschlossen. Der Vertrag regelt die Oberhoheit der Niederlande und der Niederländischen Westindien-Kompanie über den Ort Butre und das umliegende Gebiet des oberen Ahanta. Faktisch entsteht dadurch ein niederländisches Protektorat über dieses Gebiet, das bis zum Verlassen der Goldküste durch die Niederländer im April 1872 aufrechtbleibt.

#### Asien
- 27. Januar: Eine niederländische Streitmacht erobert auf der Insel Timor endgültig die von Portugiesen gehaltene Stadt Kupang, um deren Besitz es jahrelang mehrfach Kämpfe zwischen bewaffneten Einheiten beider Kolonialmächte gab.
- 10. April: Eine holländische Flotte erobert Colombo auf der Insel Ceylon.

### Wirtschaft
- ab September: Zwischen Berlin und Hamburg verkehrt die „fahrende Post“.
- In Stockholm wird die Palmstruchska banken gegründet, die 1661 die ersten Banknoten herausgeben wird.

### Wissenschaft und Technik
- Christiaan Huygens stattet eine Uhr mit einer Spiralfeder und einer Unruh aus, um das bis dahin gebräuchliche Uhrgewicht und das Pendel zu ersetzen.
- Nach zweijähriger Tätigkeit vollendet William Petty das Down Survey, mit dem ganz Irland in einem Kataster erfasst wird.

### Kultur

#### Bildende Kunst

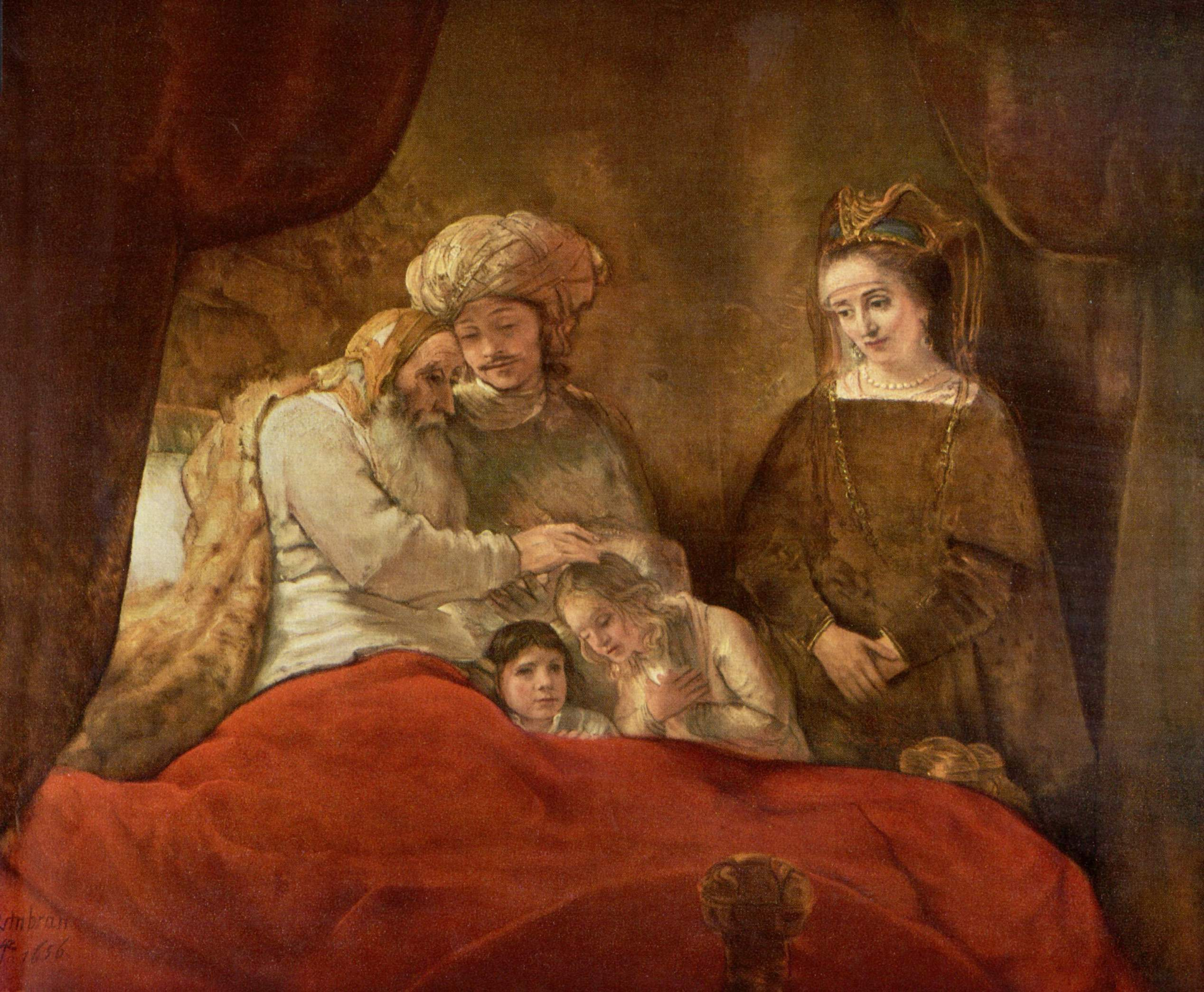
Rembrandt: Jakobssegen

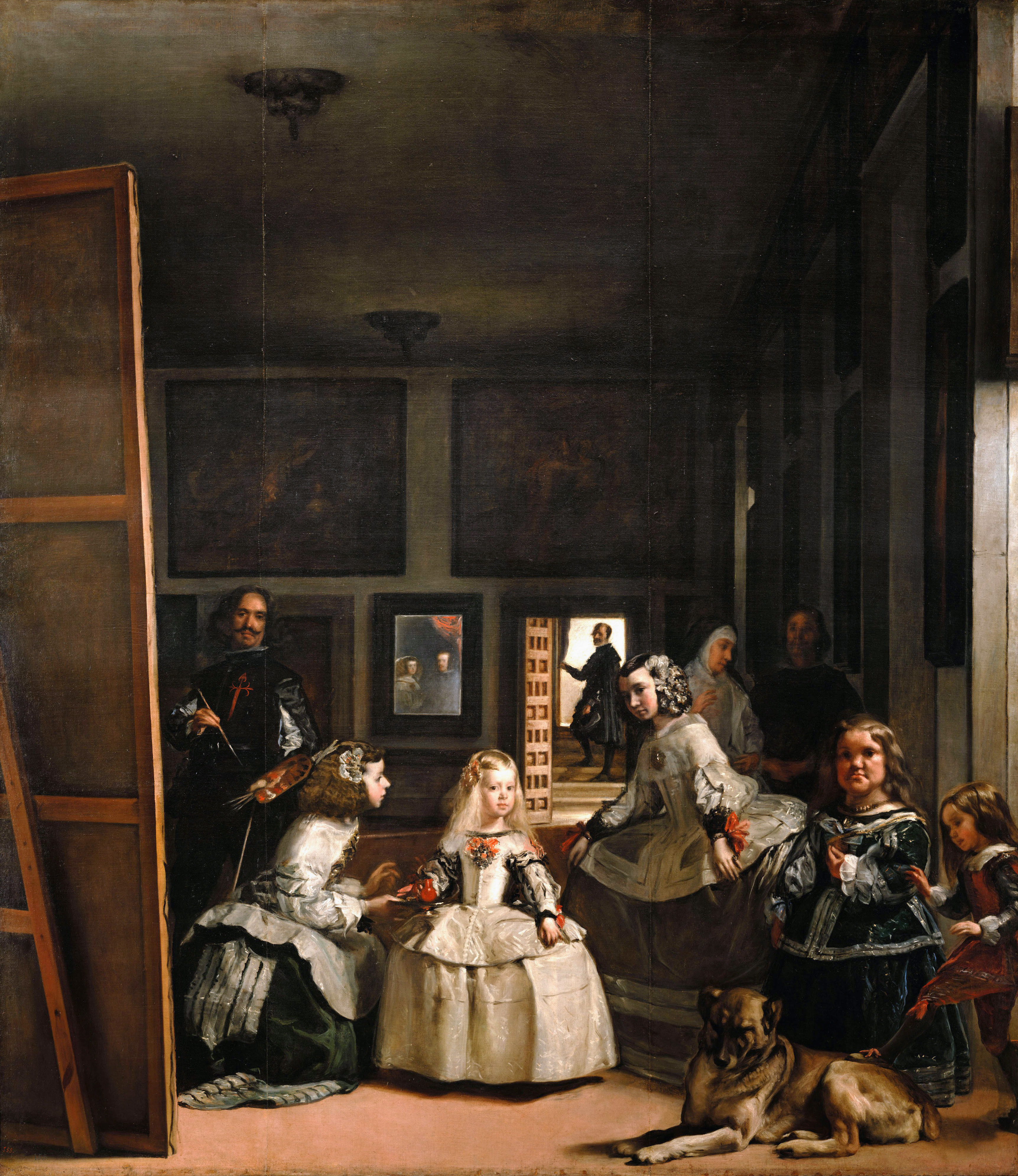
Las Meninas

- Diego Rodríguez de Silva y Velázquez malt eines seiner bedeutendsten und meistdiskutierten Werke Las Meninas.
- Gian Lorenzo Bernini beginnt mit dem Bau der Cathedra Petri in Rom.

#### Musik und Theater
- 19. Februar: Die Uraufführung des musikalischen Dramas Orontea von Antonio Cesti findet  in Innsbruck statt.
- 13. Juli: Die Uraufführung des Dramas Theti von Antonio Bertali erfolgt an der Hofburg Wien in Wien.

### Religion
- 23. Januar: Der französische Philosoph und Theologe Blaise Pascal verfasst den ersten von insgesamt achtzehn unter einem Pseudonym erscheinenden Lettres provinciales. Er übt humoristisch beißende Kritik an der Methode der Kasuistik und am moralischen Verfall der Jesuiten.

### Katastrophen

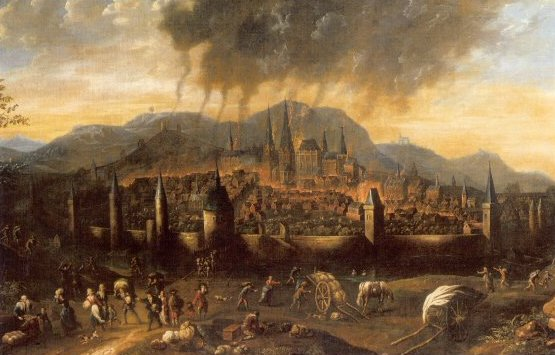
Gemälde des Großen Stadtbrands von Aachen

- 2. Mai:  Unachtsamer Umgang mit Holzkohle im Hause eines Bäckers löst den Stadtbrand von Aachen aus, bei dem sieben Achtel der Stadt zerstört werden. Aachen wird später als Badekurort wieder aufgebaut.

## Historische Karten und Ansichten

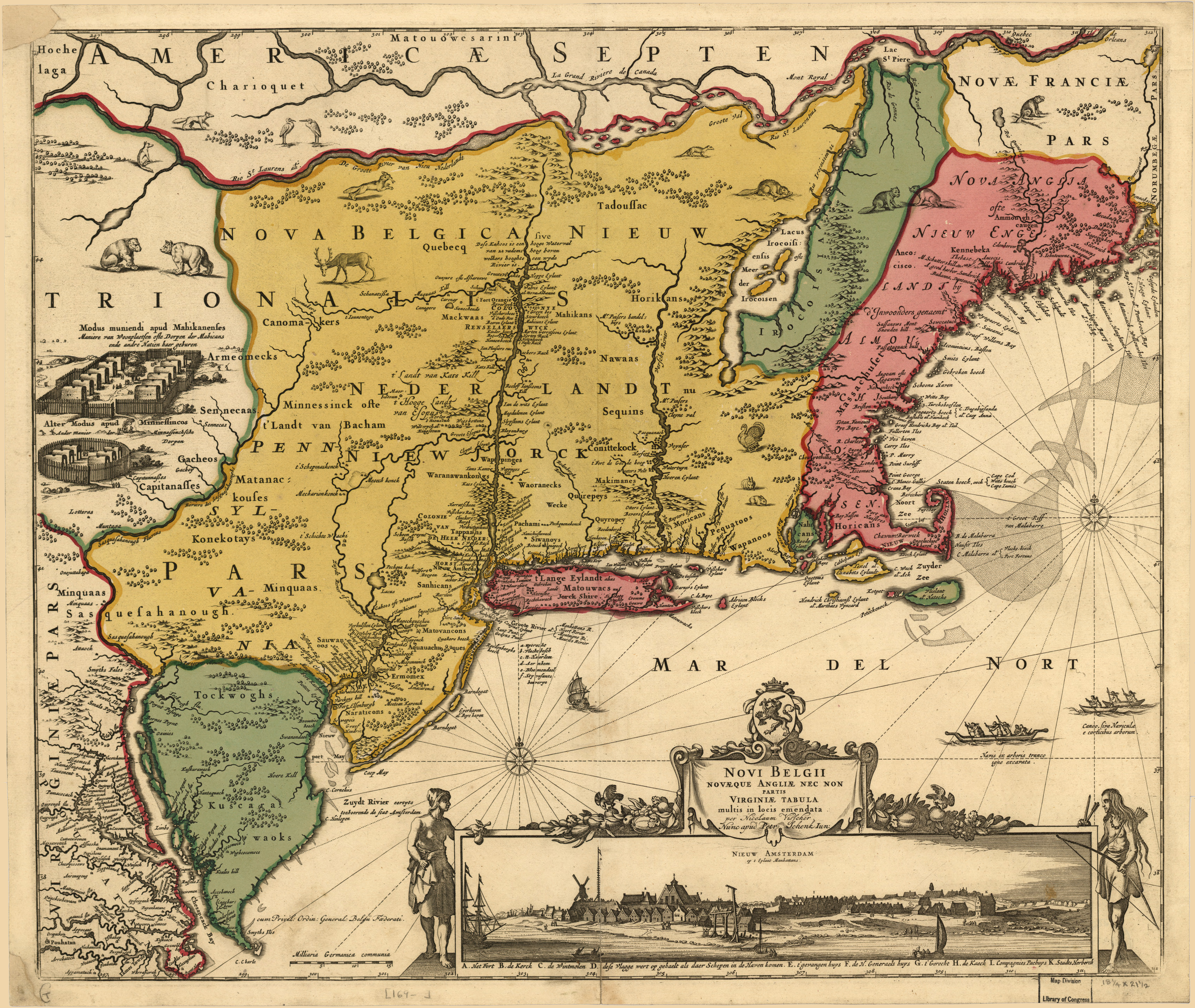
Nicolaes Visscher I: Nieuw Nederland 1656

## Geboren

### Geburtsdatum gesichert
- 12. Januar: François Le Fort, Schweizer Vertrauter des Zaren Peter I., Reorganisator der russischen Streitkräfte und erster russischer Admiral († 1699)
- 14. Januar: Johanna Magdalena von Sachsen-Altenburg, Herzogin von Sachsen-Weißenfels-Querfurt († 1686)
- 05. Februar: Giacomo Genora, Schweizer römisch-katholischer Geistlicher und Heimatschriftsteller († 1731)
- 16. Februar: Anthony Cary, 5. Viscount Falkland, britischer Politiker († 1694)
- 01. März: Hans Heinrich von Ahlefeldt, Herr auf Gut Seestermühe († 1720)
- 10. März: Giacomo Serpotta, sizilianischer Bildhauer († 1732)
- 31. März: Juan Andrés de Ustariz de Vertizberea, spanischer Kaufmann und Gouverneur von Chile († 1718)
- 05. April: Franz Anton Freiherr von Landsberg, General und Gouverneur der Stadt Münster († 1727)
- 09. April: Francesco Trevisani, italienischer Maler († 1746)
- 10. April: Heinrich Theobald Schenk, deutscher evangelischer Theologe und Kirchenliedkomponist († 1727)
- 23. April: Anton Egon, Reichsfürst und gefürsteter Landgraf von Fürstenberg-Heiligenberg († 1716)
- 25. April: Giovanni Antonio Burrini, italienischer Maler († 1727)
- 04. Mai: Johann Ludwig I., Fürst von Anhalt-Zerbst-Dornburg († 1704)
- 16. Mai: Gustav Gabriel Appelmann, schwedischer Artillerieoffizier († 1721)
- 28. Mai: Anton Florian, Fürst von Liechtenstein († 1721)
- 31. Mai: Marin Marais, französischer Gambist und Komponist († 1728)
- 05. Juni: Joseph Pitton de Tournefort, französischer Geistlicher, Botaniker und Forschungsreisender († 1708)
- 15. Juni: Sebastian Gercken, Lübecker Bürgermeister († 1710)
- 14. Juli: John Leake, englischer Admiral († 1720)
- 15. Juli: Massimiliano Soldani, italienischer Bildhauer und Medailleur († 1740)
- 20. Juli: Johann Bernhard Fischer von Erlach, österreichischer Architekt († 1723)
- 23. Juli: Har Krishan, achter Guru des Sikhismus († 1664)
- 01. August: Xaver Jakub Ticin, sorbischer Jesuit und Sprachwissenschaftler († 1693)
- 08. August: Ferdinando Galli da Bibiena, italienischer Szenograph, Architekt und Dekorationsmaler († 1743)
- 06. September: Guillaume Dubois, französischer Kardinal und Minister († 1723)
- 11. September: Ulrike Eleonore von Dänemark und Norwegen, Königin von Schweden († 1693)
- 23. September: Wilhelm Hieronymus Brückner, deutscher Rechtswissenschaftler († 1736)
- 20. Oktober: Nicolas de Largillière, französischer Maler († 1746)
- 08. November: Edmond Halley, britischer Astronom, erkannte die Periodizität des Halleyschen Kometen († 1742)
- 19. November: Abraham Frencel, sorbischer Geistlicher, Geschichtsschreiber und Sprachkundler († 1740)
- 21. November: Philipp Wilhelm von Boineburg, Reichsgraf, siebenter Erfurter Statthalter, Rektor († 1717)
- 29. Dezember: Johann Conrad Vogel, Oberpfälzer Orgelbauer († 1721)

### Genaues Geburtsdatum unbekannt
- Christoph Gottfried von Murach, Pfleger im Kurfürstentum Bayern auf Obermurach († 1702)

### Geboren um 1656
- Anthony Brockholls, englischer Gouverneur der Provinz New York († 1723)
- Thomas Herbert, 8. Earl of Pembroke, britischer Politiker († 1733)
- Magdalena Hedwig Röder, deutsche Malerin († 1687)

## Gestorben

### Erstes Halbjahr
- 16. Januar: Johannes Kornmann, deutscher Rechtswissenschaftler (* 1587)
- 18. Januar: August, Herzog von Sachsen-Lauenburg (* 1577)
- 19. Januar: Kazimierz Lew Sapieha, polnisch-litauischer Staatsmann (* 1609)
- 22. Januar: Thomas Franz von Savoyen, Fürst von Carignan und Graf von Soissons (* 1596)
- 31. Januar: Arnold Amsinck, deutscher Kaufmann und Unternehmer (* 1579)
- 01. Februar: Rudolf von Drachenfels, deutscher Verwaltungsbeamter und Gelegenheitsdichter (* 1582)
- 11. Februar: Reinhard Scheffer der Jüngste, deutscher Jurist, Diplomat und Staatsmann (* 1590)
- 16. Februar: Johann Klaj, deutscher Dichter (* 1616)
- 25. Februar: Henriette Catherine de Joyeuse, französische Adlige (* 1585)
- 19. März: Georg Calixt, deutscher Theologe (* 1586)
- 21. März: James Ussher, irischer anglikanischer Theologe und Verfasser einer Vielzahl theologischer und historischer Werke (* 1581)
- 22. März: Alexandre I. de Bournonville, französisch-niederländischer Militär und Diplomat in habsburgischen Diensten (* 1585)
- 02. April: Johann Breidenbach, deutscher Moralphilosoph und Rechtswissenschaftler (* 1587)
- 04. April: Andreas Rivinus, deutscher Philosoph, Philologe, Mediziner und neulateinischer Dichter (* 1601)
- 05. April: Johann Balthasar Schneider, Gesandter des elsässischen Zehnstädtebundes bei den Verhandlungen zum Westfälischen Frieden (* 1612)
- 07. April: Krzysztof Arciszewski, polnischer Adeliger, Militärführer, Ingenieur, Ethnograph, General, Vize-Gouverneur und Admiral (* 1592)
- 24. April: Thomas Finck, deutscher Mathematiker und Mediziner (* 1561)
- 27. April: Jan van Goyen, niederländischer Maler (* 1596)
- 27. April: Gerrit van Honthorst, niederländischer Maler (* 1592)
- 01. Mai: Carlo Contarini, Doge von Venedig (* 1580)
- 17. Mai: Dirck Hals, niederländischer Maler (* 1591)
- 05. Juni: Francesco Corner, Doge von Venedig (* 1585)
- 06. Juni: Charles de Schomberg, französischer Feldherr (* 1601)
- 19. Juni: Hempo von dem Knesebeck, Mitglied der „Fruchtbringenden Gesellschaft“ (* 1595)

### Zweites Halbjahr
- 15. Juli: Marco Aurelio Severino, italienischer Anatom und Chirurg (* 1580)
- 27. Juli: Salomo Glassius, deutscher lutherischer Theologe (* 1593)
- 03. August: Giangiacomo Teodoro Trivulzio, italienischer Kardinal und Politiker (* 1596/97)
- 07. August: Prasat Thong, 26. König des siamesischen Königreiches von Ayutthaya (* 1599)
- 08. August: Chai, 27. König des siamesischen Königreiches von Ayutthaya
- 08. August: Salomon Koninck, niederländischer Maler (* 1609)
- 11. August: Ottavio Piccolomini, General im Dreißigjährigen Krieg (* 1599)
- 04. September: Petrus Lucius, deutscher Buchdrucker (* 1590)
- 21. September: Christian II., Fürst von Anhalt-Bernburg und Tagebuchschreiber (* 1599)
- 00. September: Giovanni Giacomo Porro, italienischer Komponist, Kapellmeister und Organist (* 1590)
- 08. Oktober: Johann Georg I., Kurfürst von Sachsen und Erzmarschall des Heiligen Römischen Reiches (* 1585)
- 18. Oktober: Gerta die Boltin, Opfer der Hexenverfolgung in Canstein (* um 1636)
- 18. Oktober: Susanne Weber, Opfer der Hexenverfolgung in Wildungen (* 1614)
- 23. Oktober: Erik Axelsson Oxenstierna, schwedischer Staatsmann und Reichskanzler (* 1624)
- 00. Oktober: Pacecco De Rosa, neapolitanischer Maler (* 1607)
- 06. November: Johann IV., König von Portugal, der erste Monarch aus dem Hause Braganza (* 1604)
- 06. November: Jean-Baptiste Morin, französischer Mathematiker, Astronom und Astrologe (* 1583)
- 11. Dezember: Johann Rudolf Saltzmann, Straßburger Mediziner und Hochschullehrer (* 1574)
- 12. Dezember: Gabriel Bengtsson Oxenstierna, schwedischer Staatsmann (* 1586)
- 13. Dezember: Konrad Balthasar Pichtel, deutscher Jurist und Hofbeamter (* 1605)
- 20. Dezember: David Beck, niederländischer Maler (* 1621)

### Genaues Todesdatum unbekannt
- Thomas Gage, englischer Geistlicher (* um 1597)
- John Hales, englischer Theologe und Wissenschaftler (* 1584)
- John Hall, englischer Schriftsteller (* 1627)
- Massimo Stanzione, neapolitanischer Maler (* 1586–1595)
- Heinrich Vollers, deutscher Organist (* 1583)